# 오스카 마리투
오스카 타티 마리투(Oscar Taty Maritu, 1999년 8월 17일 ~ )는 콩고 민주 공화국의 축구선수이자 현재 중국 슈퍼 리그 창저우 슝스에서 뛰고 있다. 포지션은 포워드이다.